# Rhammatophyllum erysimoides
Rhammatophyllum erysimoides är en korsblommig växtart som först beskrevs av Grigorij Silych Karelin och Ivan Petrovich Kirilov, och fick sitt nu gällande namn av Al-shehbaz och Oliver Appel. Rhammatophyllum erysimoides ingår i släktet Rhammatophyllum och familjen korsblommiga växter. Inga underarter finns listade i Catalogue of Life.